# Högomstenen
Högomstenen, med signum M 11, är en runsten som står strax intill riksväg 86, ungefär mitt på södra sidan av Högoms gravfält i Sundsvall.

## Stenen
Stenen är av gnejs eller diabas och blåsvart till färgen. Den är cirka 130 centimeter hög ovan jord och går ned ytterligare cirka 60 centimeter under markytan. Runorna löper i en slinga medsols runt stenens kanter och i centrum finns ett likarmat kristet kors.

## Inskriften
Flera av runor har skadats i överkanten eller helt utplånats. Beroende på hur de återstående runorna tolkats finns det olika translittererade versioner av inskriften som följer nedan:
Translitterering av runraden:
§P kunuþr auk þurkairþ| |þaun -itu raisa st(a)(i)(n) aftiʀ þurstain sun sin in aun auk auntr bruþr hons 
§Q kunuþr auk þurka(u)-(r) þaun -itu raisa st(a)(i)(n) aftiʀ þurstain sun sin in arn auk auntr  bruþr hons
Normalisering till runsvenska:
§P Gunnviðr ok Þorgærð þaun [l]etu ræisa stæin æftiʀ Þorstæin, sun sinn. En Aun ok Øyndr [vaʀu] brøðr hans. 
§Q Gunnuðr ok Þorgau[t]r þau [l]etu ræisa stæin æftiʀ Þorstæin, sun sinn. En Ôrn ok Øyndr [vaʀu] brøðr hans.
Översättning till nusvenska:
§P Gunvid och Torgärd de läto resa [denna] sten efter Torsten, son sin. Och Ön och Önder [voro] hans bröder. 
§Q Gunnunn och Torgöt de lät resa (denna) sten efter Torsten, sin son. Men/Och Arn/Örn och Önd (var) hans bröder.
Åkerlund Norberg läser första broderns namn som arn: Arn/Örn, och parets namn som kunuþr auk þurka(u)-(r) (Gunnuðr ok Þorgau[t]r): Gunnunn och Torgöt. Inskriftens tolkning är av intresse då den senaste läsningen (Gunnunn och Torgöt) ger en feminoprimär könsordning i resarformeln, medan den äldre tolkningen ger en viroprimär könsordning.

## Historia

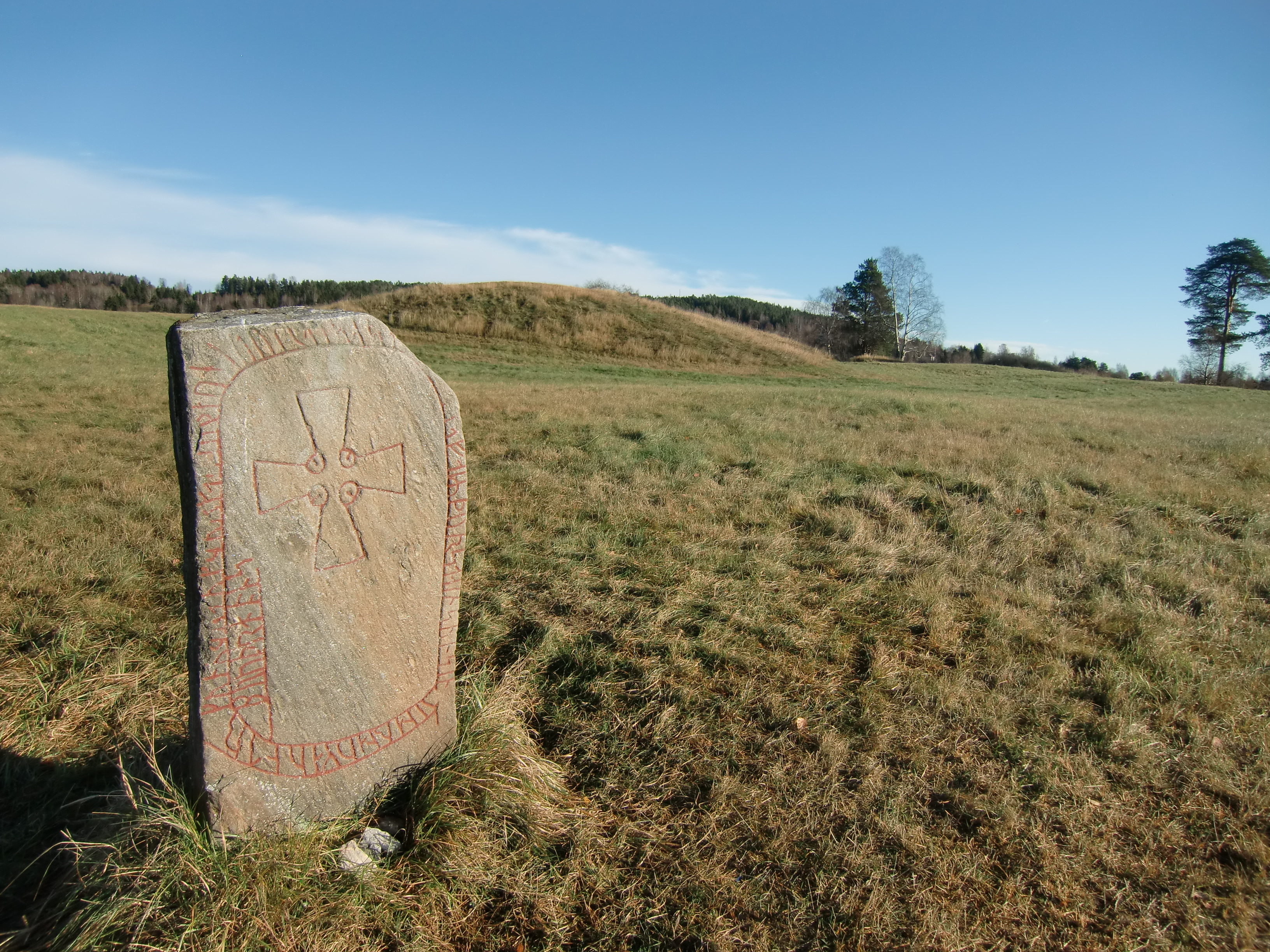
Högomstenen på gravfältet

Stenen, som flyttats ett flertal gånger innan den hamnade på nuvarande plats, beskrivs av Bureus som stående vid "Selånger sund", häradshövding Erik Teet nämner att den står på byn Högoms ägor, mellan byn och Granlo. Enligt Karl Sidenbladh stod stenen 1868 på åkern söder från den ostligaste gården, norr om sundet, öster från den övre bron över sundet. Där skall den enligt Sidenbladh ha stått "i mannaminne", men det anges också att den "fordom" stått på en av högarna. 

### Lokal tradition
År 1948 återgav intendent Arne Modén vid Medelpads fornhem en berättelse som en äldre kvinna uppgett till länsman vid ett förhör 1912. Kvinnan som vid tillfället var 89 år och bosatt sedan 1839 i Högom, berättade att stenen i 1840-talets början tjänade som sittbänk framför spisen i en patron Noréns kök i Högom. Nästa gårdsägare, patron Axling, lät sätta upp stenen på sin gårdsplan, varvid den klövs i två delar. Lantmätare Staaf, som tog över gården efter patron Axling, lät på 1860-talet sammanfoga stenen med järnkrampor och flytta den upp på en gravhög.

### Modern tid
I september 1912 flyttades stenen med riksantikvariens tillstånd, men mot lokalbefolkningens vilja, från Högom till Medelpads fornhem på Norra berget i Sundsvall. Detta skedde nattetid. Samtidigt flyttades även två andra runstenar från Sköns kyrkogård. Efter översyn och uppmålning på Riksantikvarieämbetets konserveringsanstalt i Stockholm restes stenen på sin nuvarande plats 1948.